# Kolë Idromeno

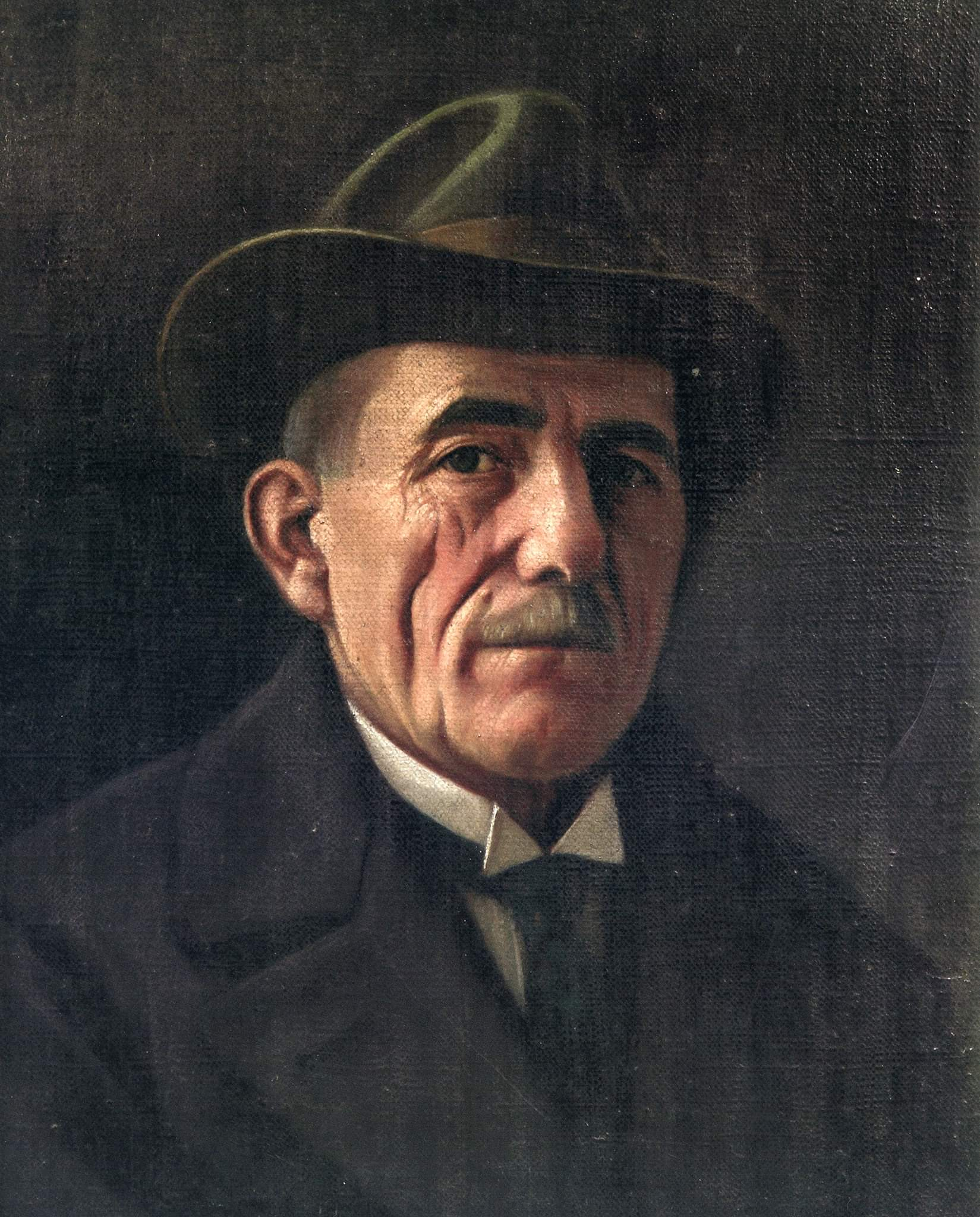
Kolë Idromeno, Selbstporträt in Öl, 1931

Nikolla „Kolë“ Idromeno [ˌniˈkɔɫa kɔl ˈidɾɔˌmɛnɔ] (auch Kol Idromeno; * 15. August 1860 in Shkodra; † 12. Dezember 1939 ebenda) war ein albanischer Künstler. Er gilt als einer der ersten Fotografen und Kinematographen Albaniens. Auch sein künstlerisches Werk im Bereich der Malerei gehört zu den einflussreichsten in der Geschichte der Malerei seines Heimatlandes.

## Leben und Wirken

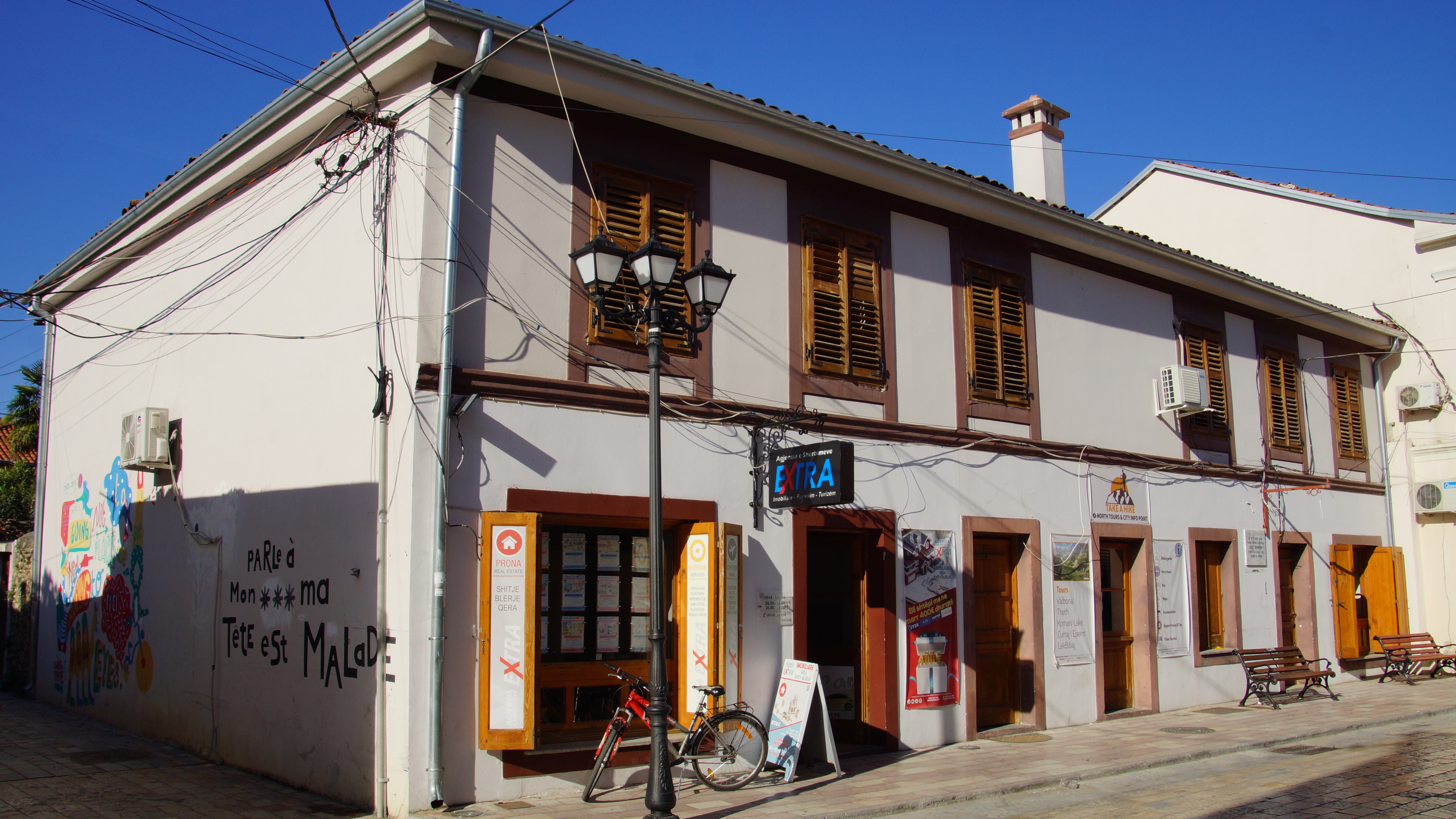
Wohnhaus von Idromeno in Shkodra

Idromenos Vater, Arsen Idromeno, war mittelständischer Bauunternehmer. Er stammte ursprünglich aus Arta in Çamëria und war schon lange in Shkodra ansässig, wo er Roza Saraçi, eine Einheimische, geheiratet hatte. In seiner Heimatstadt Shkodra lernte Kolë Idromeno von Pjetër Marubi, einem Freund der Familie, die Grundlagen der Fotografie kennen. Mit elf Jahren begann er, erste Aquarelle zu malen. Auf Drängen von Marubi und mit dessen Unterstützung studierte er 1876 für sechs Monate in Venedig an der Accademia di belle arti di Venezia Malerei. Nach dem Abbruch des Studiums arbeitete er im Atelier eines lokalen Malers als dessen Assistent.
Ab 1878, zurück in Albanien, beschäftigte er sich in verschiedenen Bereichen: Er arbeitete als Architekt, Bildhauer, Fotograf, Bühnenbildner, Cinématographe, Ingenieur, Posaunenspieler im Stadtorchester und Maler. Zudem machte er sich auch für die albanische Unabhängigkeit stark, weshalb er 1897 für ein Jahr nach Ulcinj auswandern musste.
Als Architekt zeichnete er die Pläne für rund 50 Gebäude. Nebst privaten und öffentlichen Gebäuden entwarf er auch Industrieanlagen, das Kino Rozafa, ein Bankgebäude und das Kafja e Madhe (The Grand Café). Die Decke der Kathedrale von Shkodra stammt ebenfalls von Idromeno.
Idromeno hatte 1883 mit der Hilfe von Marubi ein gut gehendes Fotostudio gegründet. 1912 führte er als erster in Albanien mit einem eigenen Projektor Filme vor. Im gleichen Jahr gründete er das erste Kino des Landes. Mit den Brüdern Lumière in Paris korrespondierte er laufend. Idromeno lehrte Kunst, sammelte zeitgenössische Kunst und regte 1923 die erste Kunstausstellung in Shkodra an.

## Werk und Rezeption
„Als ersten genuin albanischen Künstler wird man den Maler Kol Idromeno bezeichnen …“

 Idromeno gilt als wichtigster Maler der albanischen nationalen Wiedergeburt und Begründer des Realismus' in Albanien.
Bis 1896 malte er hauptsächlich Bilder mit religiösen Themen. Später malte er als wohl erster Albaner laizistische und realistische Bilder mit historischen Ereignissen und Alltagsmotiven wie Feste (Shkodraner Hochzeit) und Trachten. Idromeno war der erste Landschaftsmaler in der modernen albanischen Malerei (Hof eines Hauses in Shkodra). Der Realismus in seinen Gemälden gelangte durch eine schon fast fotografische Detailgetreue zum Ausdruck. Idromeno schuf auch viele Porträts – oft von Familienmitgliedern oder Persönlichkeiten aus Shkodra. Sein berühmtestes Werk ist Motra Tone, das seine Schwester Tona zeigt und manchmal auch als Albanische Mona Lisa bezeichnet wird. Im Jahr 1883 gemalt, ist es sein erstes bekanntes Werk nach seiner Rückkehr aus Venedig. Es gilt als erstes säkulares Porträt der bildenden Kunst Albaniens.
Seine Arbeiten wurden auf internationalen Ausstellungen, zum Beispiel 1898 in Budapest, 1900 in Wien und 1939 in New York, sowie an der ersten Nationalen Kunstausstellung in Tirana im Jahr 1931 gezeigt. Heute sind sie in Shkodra sowie in Tirana in der Nationalen Kunstgalerie, die 26 Werke besitzt, und im Mezuraj Museum, das mindestens über ein Bild verfügt, zu sehen.
Idromenos fotografisches Schaffen ist durch zahlreiche Postkarten erhalten, die insbesondere zur Zeit der Besatzung Shkodras durch österreichisch-ungarische Truppen während des Ersten Weltkriegs entstanden sind. Auch hier zeigt sein Werk – inspiriert durch die Fotografie von Pjetër Marubi – nebst Aufnahmen der Stadt und Alltagsszenen wie den Markt viele Porträts insbesondere von Frauen in ihren Trachten, zum Teil auch verschleiert. Die Fotografie diente ihm zum Teil als Vorlage für Bilder, war aber vor allem eigenständiger Ausdruck seines künstlerischen Schaffens.
Im Jahr 1985 wurde Idromeno im kommunistischen Albanien postum zum Maler des Volkes (albanisch Piktor i Popullit) ernannt.

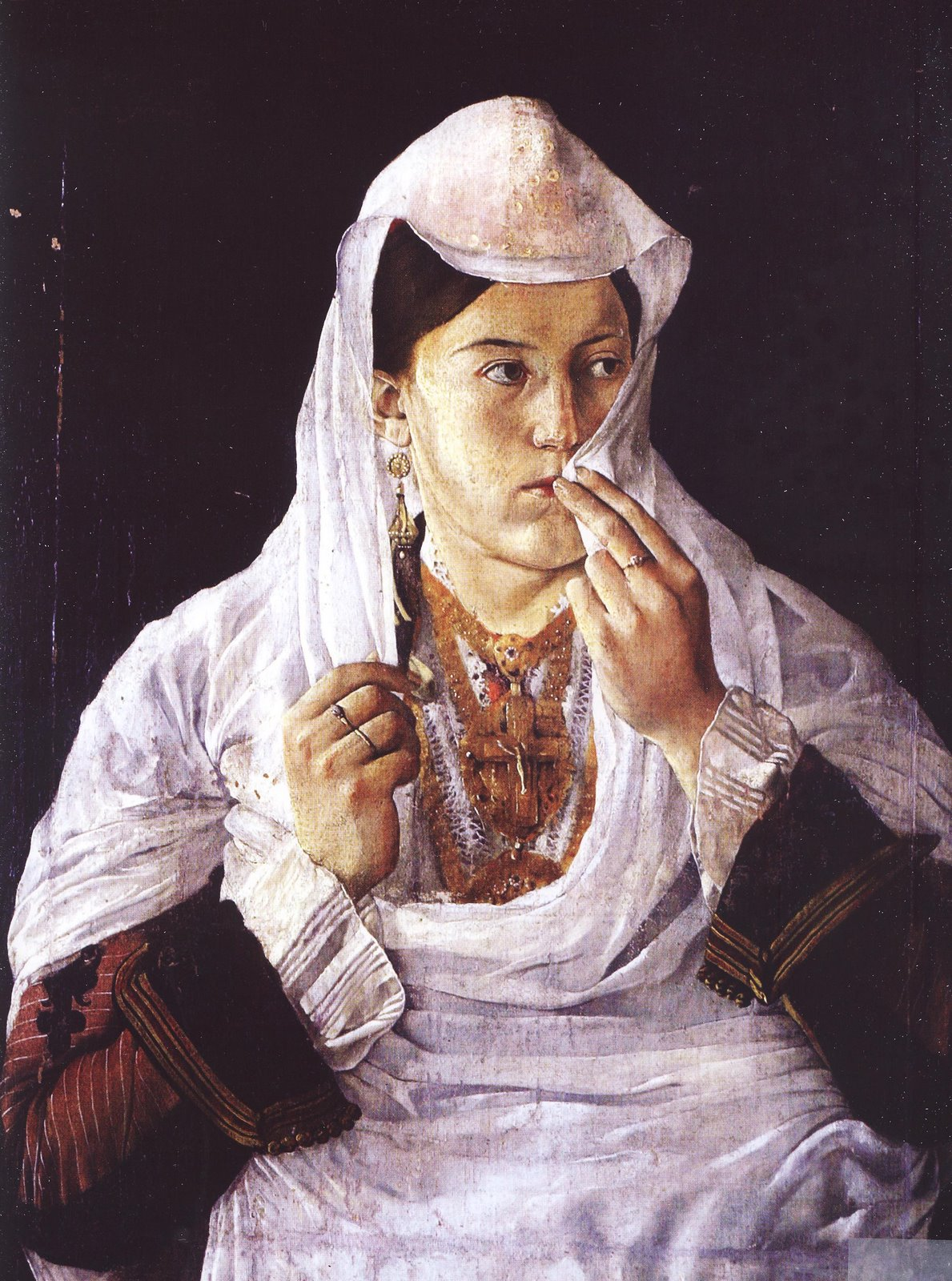
Motra Tone (Schwester Tona); Öl, 1883, Nationale Kunstgalerie Tirana
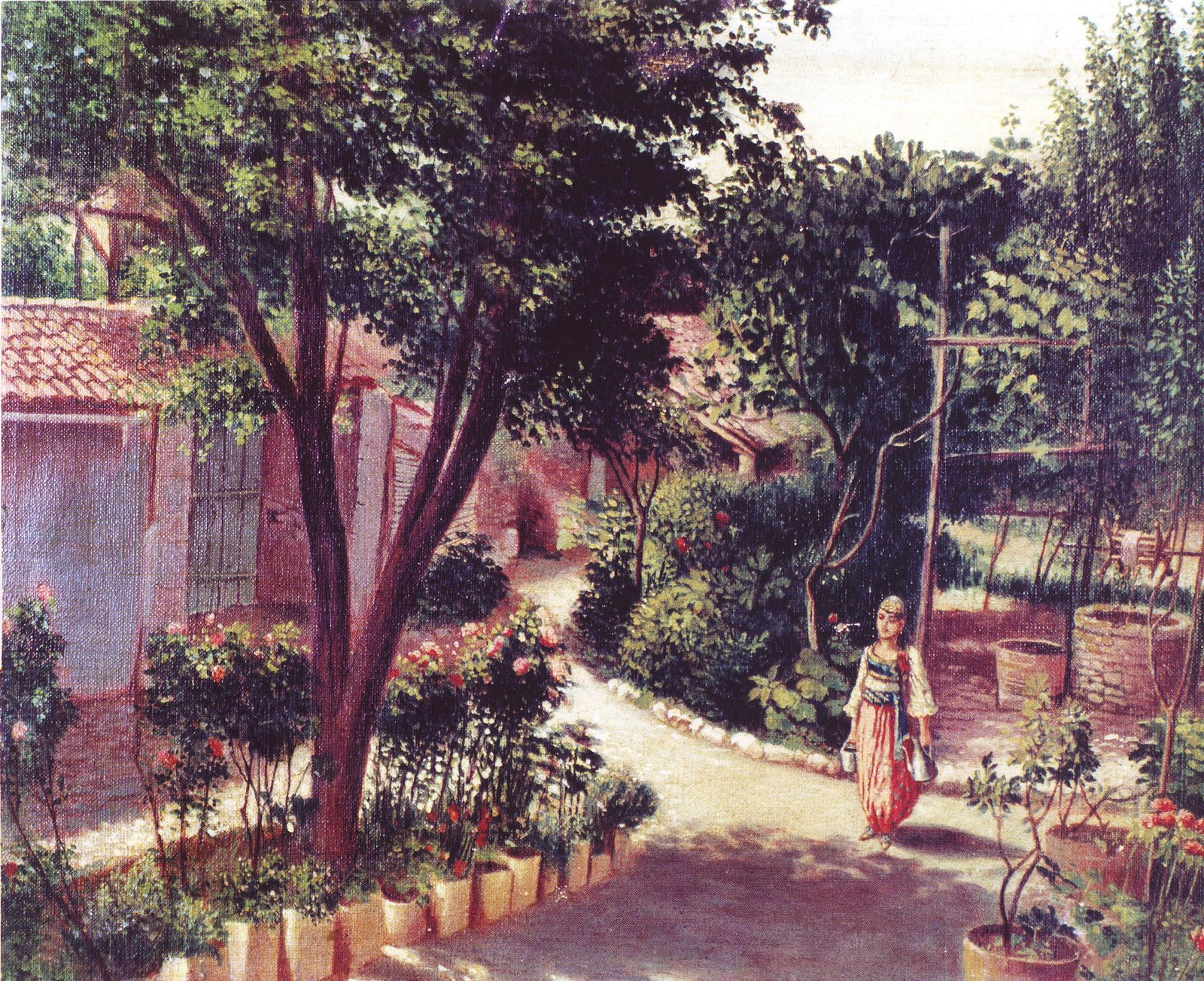
Oborri i shtëpisë shkodrane (Hof des Shkodraner Hauses); Öl, um 1920, Nationale Kunstgalerie Tirana
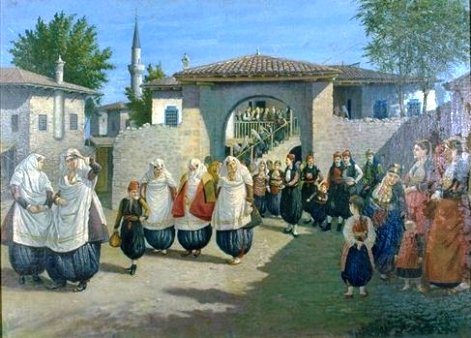
Dasma shkodrane (Shkodraner Hochzeit); Öl, 1924, Nationale Kunstgalerie Tirana
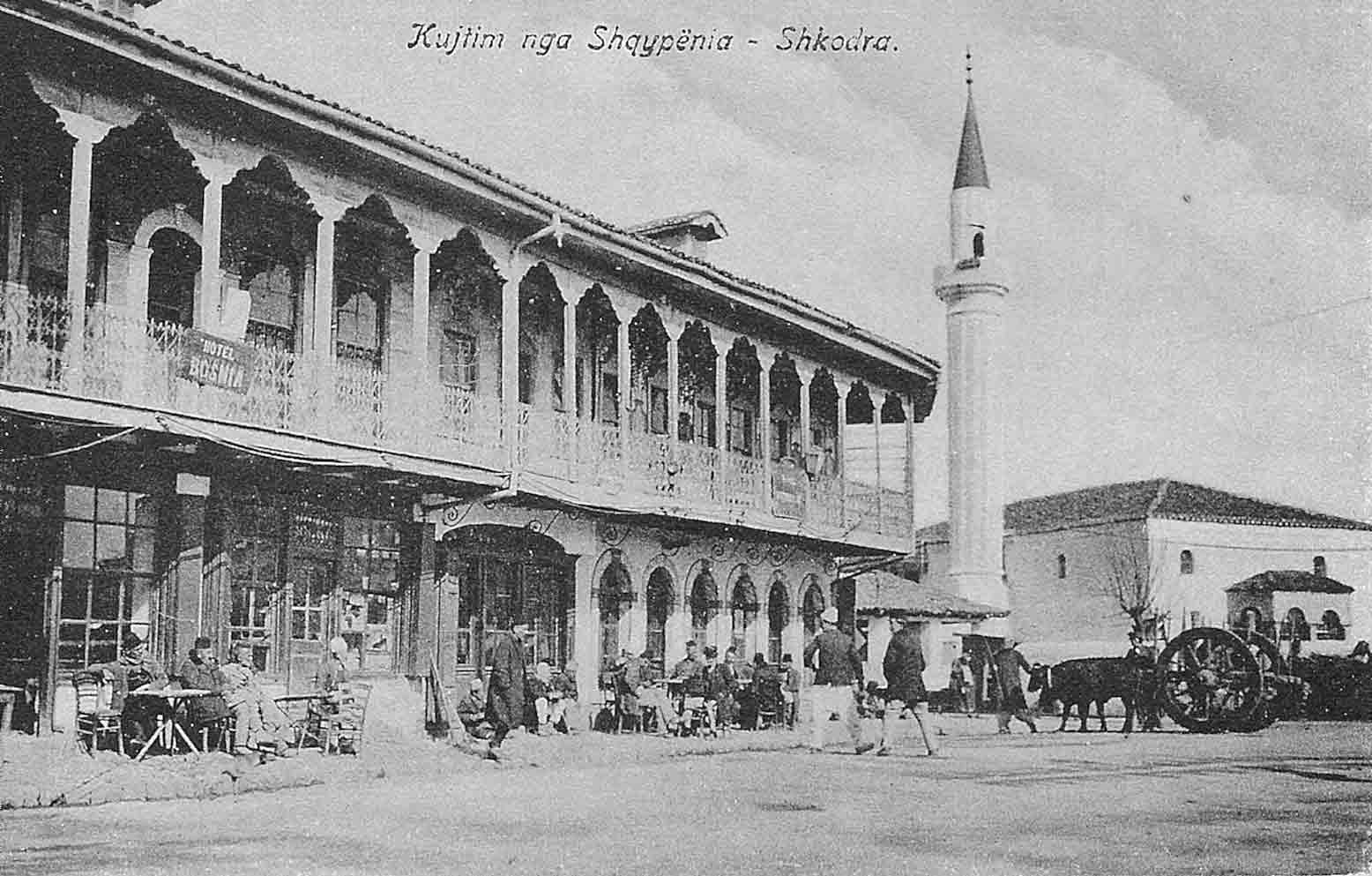
Shkodra: Parruca-Moschee; Postkarte um 1910
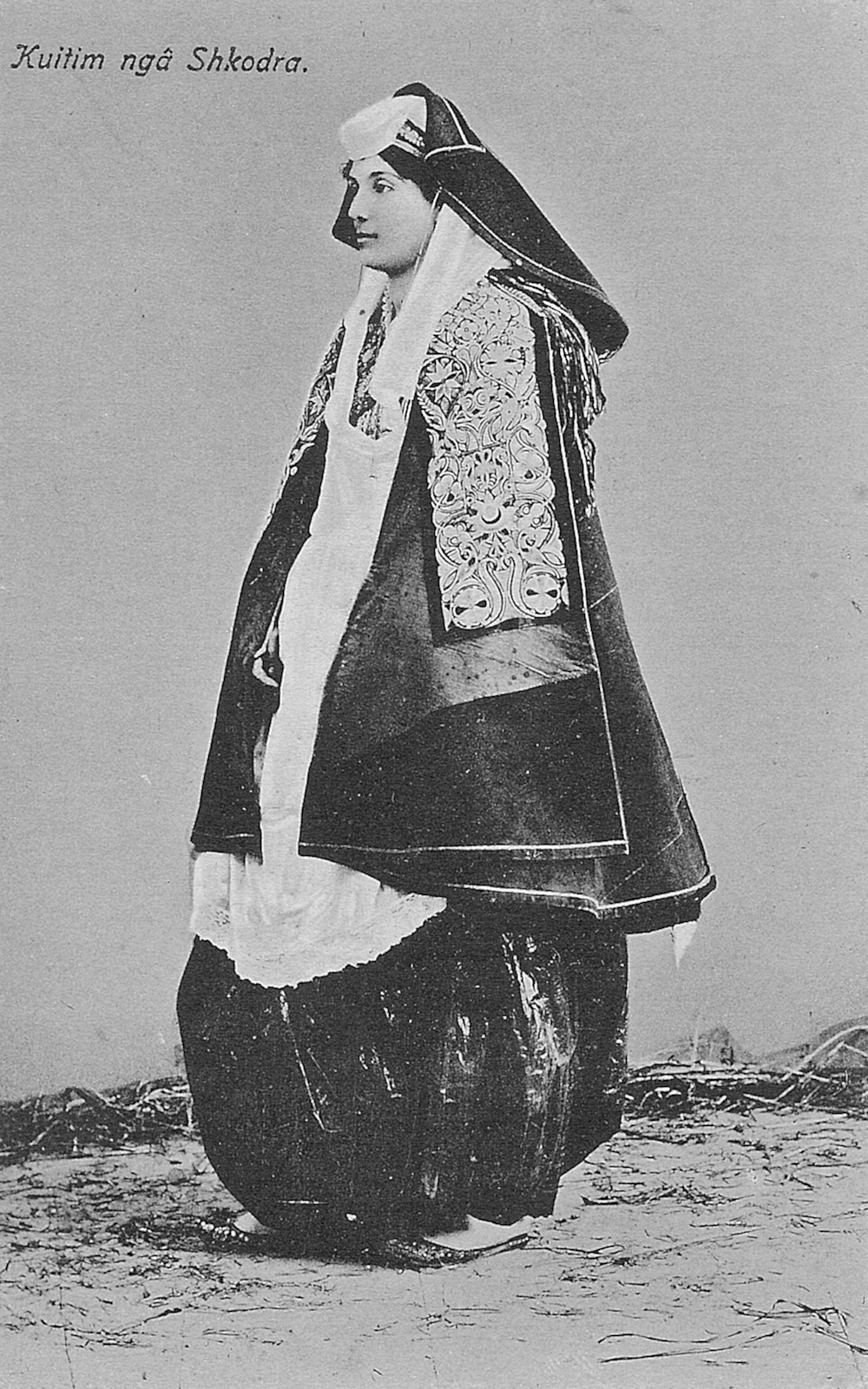
Frau aus Shkodra in katholischer Tracht; Postkarte um 1910
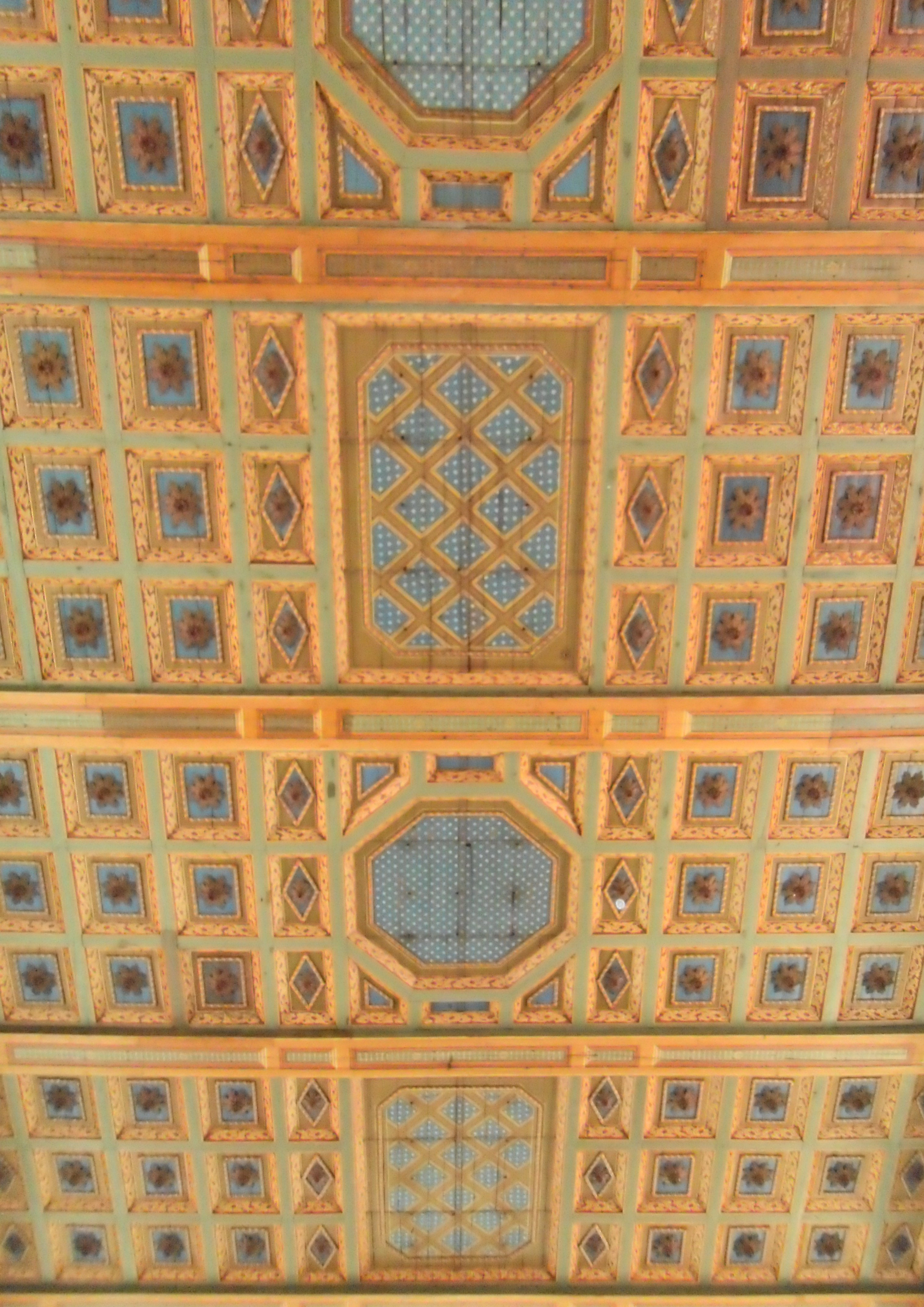
Decke der St. Stefanskathedrale in Shkodra